# Arch Linux
Arch Linux är en linuxdistribution skapad av Judd Vinet vilken är skapad för att vara minimalistisk och lättanvänd ur en utvecklares synvinkel snarare än en användares. Arch Linux är till viss del inspirerat av CRUX och är optimerad för modernare x86-processorer som i686 och AMD64. Det finns även en Arch Linux-baserad version för ARM-processor som går under namnet Arch Linux ARM. Arch Linux har ett annat versionssystem än normalt. Nya versionsnummer indikerar endast ändringar i installationsmediet, och inte hela distributionen. Det kommer nya versioner av programpaketen för Arch linux via de officiella paketdatabaserna när som helst. Denna typ av släpp kallas "rullande", (eng. "rolling release"). Detta innebär att hela systemet alltid hålls uppdaterat, utan att man behöver ladda hem varje ny version av distributionen varje gång en ny avbild släpps. Syftet med nya versioner är att underlätta nyinstallationer så att de inte är utdaterade och halkar efter med den ständiga utvecklingen som pågår. Teoretiskt kan man dock använda en äldre version och uppdatera det nyinstallerade operativsystemet till det senaste tillgängliga, men i praktiken innebär det mycket arbete.

## Bakgrund
Arch Linux grundläggande filosofi bygger på enkelhet. Detta innebär en lättviktig basstruktur utan onödiga tillägg eller modifikationer på ingående komponenter. Detta gör det möjligt för en individuell användare att bygga sitt system utefter dennes egna behov. 
Pakethanteraren i Arch Linux heter Pacman och är skriven i programspråket C.

## Släpphistorik
| Version    | Kodnamn     | Datum      | Kommentarer |
| ---------- | ----------- | ---------- | --- |
| 0.1        | Homer       | 2002-03-11 | Första versionen. |
| 0.2        | Vega        | 2002-04-17 | |
| 0.3        | Firefly     | 2002-08-07 | |
| 0.4        | Dragon      | 2002-12-18 | |
| 0.5        | Nova        | 2003-06-21 | Inkluderat stöd för PAM, LVM, GRUB.                                                                                                 |
| 0.6        | Widget      | 2004-03-01 | Inkluderat stöd för JFS och XFS. |
| 0.7        | Wombat      | 2005-01-24 | |
| 0.8        | Voodoo      | 2007-03-31 | |
| 2007.05    | Duke        | 2007-05-17 | Version 3 av pakethanteraren Pacman inkluderad.                                                                                     |
| 2007.08    | Don't Panic | 2007-08-05 | |
| 2008.06    | Overlord    | 2008-06-24 | Även en variant för USB-minnen från och med denna version.                                                                          |
| 2009.02    | 2009.02     | 2009-02-16 | AIF (Arch Linux Installation Framework) och stöd för ext4-filsystemet inkluderat.                                                   |
| 2009.08    | 2009.08     | 2009-08-09 | Pacman 3.3, ny installation baserad på AIF, bättre inställningar för datum/tid, omgjorda rutiner för GRUB.                          |
| 2010.05    | 2010.05     | 2010-05-17 | kernel 2.6.33.4-1, Pacman 3.3.3-5, Förbättrad AIF (installationshanterare).                                                         |
| 2011.08.19 | 2011.08.19  | 2011-08-19 | kernel 3.0.3-1, Pacman 3.5.4-3, glibc 2.14-4, Uppdaterad AIF (installationshanterare) med bland annat support för btrfs and nilfs2. |
| 2012.07.15 | 2012.07.15  | 2012-07-15 | AIF plockades bort på grund av bristande underhåll och ersattes med simpla installscript.                                           |
| 2012.08.04 | 2012.08.04  | 2012-08-04 | Grub 2.0 är tillgängligt istället för legacy 0.9.                                                                                   |
| 2012.09.07 | 2012.09.07  | 2012-09-07 | När skivan bootar via PXE och NFS eller NBD, så kommer skivavbilden kopieras till RAM för att säkerställa stabilare användning.     |
| 2012.10.06 | 2012.10.06  | 2012-10-06 | Systemd används för att starta upp live-systemet. EFI start och installation har förenklats.                                        |
| 2012.12.01 | 2012.12.01  | 2012-12-01 | Uppdaterat installscript, förbättrat fstab generatorn.                                                                              |

Fr o m 2013 släpps en ny ISO CD varje månad som används för nya installationer. Befintliga installationer kan uppdateras när som helst med kommandot "pacman -Syu".
Innan uppdatering av systemet med "pacman -Syu" bör dock nyhetsflödet på den officiella hemsidan kontrolleras . Detta för att undvika problem med konflikter hos paket och operativsystemet.

## Archbaserade Linuxdistributioner
- ArchBang, en distribution med live CD som kommer med Openbox förinstallerat. Utöver det så blir systemet fullt kompatibelt med Arch Linux när det är färdiginstallerat.
- Archiso-live
- Archboot
- Archlive
- Arch Linux ARM
- Chakra Satsar på att vara mer grafiskt än Arch Linux, med grafiska gränssnitt för att installera mjukvara och ändra inställningar.
- Antergos
- LinHES är en distribution för HTPC som centrerar kring MythTV.
- live.linuX-gamers.net
- Mesk Linux
- CTKArch
- Parabola GNU/Linux-libre är en distribution med endast fri programvara.
- SteamOS är en distribution utvecklad av Valve till deras portabla speldator, Steam Deck.